# 恥知らずのパープルヘイズ -ジョジョの奇妙な冒険より-
『恥知らずのパープルヘイズ -ジョジョの奇妙な冒険より-』（はじしらずのパープルヘイズ –ジョジョのきみょうなぼうけんより-、Purple Haze feedback）は、2011年9月16日に集英社から発売された上遠野浩平による荒木飛呂彦の漫画『ジョジョの奇妙な冒険 Parte5 黄金の風』の後日談を扱ったノベライズ作品。

## 概要
荒木飛呂彦の執筆30周年、『ジョジョの奇妙な冒険』の連載25周年の記念企画「ARAKI 30th & JOJO 25th ／ 2011-2012 JUMP j BOOKS Presents Special Project“VS JOJO”」の第一弾として発表された小説作品。製本サイズは四六判ハード。後に新書版、文庫版、電子版でも発売される。
ハードカバー版の表紙は、白銀のフーゴとパープルヘイズが描かれ、装丁の「シルバーメタリックアーマーカバー」と「本体パープル三方塗り」で表現されている。新書版には白銀は用いられず紫色カバーで、紫のパープルヘイズと橙のフーゴになっている。
主人公はパンナコッタ・フーゴ。テーマは「一歩を踏み出すことができない者たちの物語」と銘打たれる。主人公だったジョルノの後日談、Part5登場人物たちの過去のエピソードの掘り下げなど原作では語られなかった部分の補完、これまで接点の薄かった他の部とのつながりを感じさせる描写が随所に見られるのが特徴である。『VS JOJO』企画としてのアオリは「上遠野浩平 VS GIOGIO」。
イタリアの、主にシチリアが舞台となっており、フーゴやマッシモはParte5本編では描かれなかった土地を訪れる。あとがきには「地名は厳密な発音よりも日本語表記として収まりがよいものを優先した」とある。
「スタンド」という語は登場せず、「能力」という言葉で置き換えて説明される。具体的に言えば「フーゴのスタンド」ではなく「フーゴの能力」と表現される。これは余計な説明を敢えて排するという作劇の技術による意図的な表現である。章またぎページには荒木飛呂彦のイラストとスタンドの解説文が書かれている。またスタンド能力についての本作独自の解釈として、「群体型スタンドの持ち主は精神に決定的な空洞を抱えている」というものがあり、作中ではSPW財団の研究者の見解とされている。スタンド能力を精神分析することでフーゴとオリジナル登場人物を掘り下げているところに、非荒木・上遠野の作風がある。
新書版以降の版には、書きおろし短編『トリッシュ、花を手向ける』が収録されている。またハードカバー版発売後、ウルトラジャンプ2011年12月号には付録小冊子『VSJOJOマニアクス』がつけられ、登場人物紹介、Part5作中の画像を流用した本文の試し読み、同企画の第2弾を担当した西尾維新との対談などが収録された。
上遠野浩平自身が原作のファンであり、その縁からノベライズが実現した。上遠野の執筆した作品は全て同一の世界観でつながっているという特徴があるが、この作品は例外である。上遠野の特徴である、独特な文体でのあとがきも健在である。

## あらすじ
西暦2001年、パッショーネの抗争から半年後にパンナコッタ・フーゴは組織のNo.3になったグイード・ミスタにジュゼッペ・メアッツァまで呼び出される。ミスタはかつてブチャラティチームを裏切ったフーゴに対して改めて組織への忠誠を証明させるために、ジョルノが進めている裏社会の清浄化の一環としてディアボロの残党・負の遺産である「麻薬チーム」を始末するように命じ、「できなかった場合はお前を殺す」と冷たく言い放つ。
追跡チームのメンバーは、恥知らずの裏切者フーゴ、ボス親衛隊のシーラE、情報チームのカンノーロ・ムーロロという、組織内でもわけありの3人。敵である麻薬チームはマッシモ・ヴォルペ、ヴラディミール・コカキ、ビットリオ・カタルディ、アンジェリカ・アッタナシオの4人。マッシモはフーゴとは旧知の間柄だった。彼らはヴィッラ・サン・ジョヴァンニでジョルノの刺客の第一陣を倒し、身を隠す事を止めて戦いを決意する。
コカキは他の3人をシラクサのオルティージャ島に向かわせて、自身はタオルミーナ東端の野外劇場でフーゴらを迎え討つ。コカキは能力でフーゴらを追い詰めるが、フーゴはスタンド能力「パープルヘイズ」でコカキを殺す。
残りの3人を追うためにヘリでオルティージャ島に向かうフーゴらは、アンジェリカの能力の影響を受けて墜落する。助かったのはフーゴとシーラEだけであり、ムーロロは行方不明になる。アンジェリカはコカキの仇を討つために能力で島の住人を麻薬中毒の症状にしてフーゴを襲撃するが、フーゴのウィルスに冒される。ビットリオは2人と別れてシラクサのドゥオーモに隠された石仮面の回収にあたるが、ムーロロに敗れる。マッシモはシーラEを倒し、スタンド能力「マニック・デプレッション」でシーラEを拷問してフーゴを呼び出す。マッシモは瀕死のアンジェリカの支援を受けて優位に立つが、フーゴは口に忍ばせていたウイルス入りカプセルを噛み砕き、吐血をマッシモに浴びせ、マッシモはウイルスに感染し死亡する。この戦いを経てフーゴのスタンドは進化を果たす。フーゴ、シーラE、ムーロロは任務を果たして生還する。
フーゴは任務の終了後にレストランまで呼び出され、そこに現れたパッショーネのボスであるジョルノ・ジョバァーナに任務を命じた真の目的を告げられる。彼の「ジョジョ」と呼んで欲しいとの申し出を受け、フーゴは自分に手を差し伸べるジョルノに忠誠を誓い、組織の一員として認められる。

## 登場人物

### 原作からの登場人物
パンナコッタ・フーゴ
本作の主人公。17歳。
かつてはブチャラティチームに所属していたが、組織を裏切ってボスに戦いを挑むブチャラティの考えについていけず、チームの中で一人だけ離脱を選ぶも、ジョルノがディアボロを倒してボスとなったため組織から信用を失い、恥知らずの裏切者とみなされ、その後半年ほどバーでピアノ弾きをしながらひっそりと暮らしていたが、ミスタに呼び出されて改めて組織への忠誠を確かめるため麻薬チームの始末を命じられる。
ブチャラティの「最初の部下」である。チームの仲間たちが組織を裏切った際、一人だけついて行けなかったことが大きなわだかまりとなっており、作中でも自問自答を繰り返している。しかし、ヴォルペに敗北して満身創痍になったシーラEの姿を目の当たりにし、その疑問に決着をつける。この精神の成長によってスタンドも進化を遂げ、ヴォルペを瞬殺した。
任務の終了後にレストランに呼び出され、そこに現れたジョルノからフーゴの死後に「パープル・ヘイズ」が一人歩きして暴走してしまう可能性を危惧し、精神の成長を促して「パープル・ヘイズ」を制御させるために今回の任務を命じていた事を告げられる。自分に手を差し伸べるジョルノの手を取り、ジョジョと呼んで忠誠を誓う。
小説独自の設定として、原作では語られなかったフーゴの過去が明かされており、フーゴの父方の祖父は犯罪行為ギリギリのやり方で財を成し、財力を背景に自分の息子と没落した貴族の娘とを結婚させ、貴族の地位を手に入れた成金であった事や、フーゴが幼くして大学に入学できたのは、才能を見込まれたのではなく、金の力で入学できたこと、そしてフーゴに過度に期待する家族の中で、唯一自分を優しく見守ってくれていた祖母が亡くなり、そのショックで成績が落ちてしまった際、罵倒してきた大学教授に激怒し暴行をふるい重傷を負わせ、退学になったとされている。
パープル・ヘイズ→パープル・ヘイズ・ディストーション
【破壊力 - A / スピード - B / 射程距離 - C→E / 持続力 - E / 精密動作性 - E→C / 成長性 - B→?】
殺人ウイルスを散布する近距離パワー型のスタンド。殺人ウイルス入りのカプセルが拳に6つ搭載されている。
ウイルスはフーゴさえも蝕むという、原作本編中では描かれず設定レベルであった事柄が、本作中においては明確化・重要視され、主人公フーゴの生死に直結する。さらに諸設定は原作以上に具体的に言及され、パープル・ヘイズの射程距離が5メートル、そこから半径1メートルほどがウイルスの危険エリアになる、遠くまで行かせられないが近すぎても危険という難物能力である、ウイルス攻撃は1日6回（カプセル6個）まで、など詳細になっている。
ウイルスに感染すればフーゴ自身も命を失う危険性があったが、精神の成長によってウィルス効果がフーゴの精神に左右されるという新たな特性が加わった。凶暴化したウイルスは他のウイルスをも喰い殺してしまうため、全力で攻撃するほどウイルスが共食いするために相手への殺傷力がなくなり、手加減するほど確実に相手を殺せるという矛盾した特性を持つ。ウイルスが感染してから発症する速度は全身に回り死亡するまで30秒から、ほとんど一瞬に変化している。
ジョルノ・ジョバァーナ
Parte5の主人公。16歳。スタンドはゴールド・エクスペリエンス。ネアポリスの学生であり、現在のパッショーネのボス。
かつてのボスであったディアボロを倒して新しいボスとなる。ディアボロが自身の情報を隠していた事を利用し、「その幼さ故にいらぬ反感を買うことを警戒して素性を隠していたが、組織に裏切り者が出てボスの正体を探ろうとし、無関係の娘を巻き込んだ抗争に発展しかけたことから、もはや正体を隠す理由がなくなったと判断し、正々堂々と姿を見せることにした」として、以前からボスだったように振る舞っている。ボスとなってからはカリスマ性で組織を束ね、世界有数の財団であるSPW財団と手を結び、イタリアの表社会を動かせるほど組織を拡大している。一方で、ブチャラティの遺志を継いで裏社会の清浄化を進めており、彼が嫌悪していた麻薬の流通を止めるために麻薬チームを壊滅させるよう命じた。
ほとんどが他者からの言及であり、また描写としてもDIOを髣髴とさせるように書かれている。夜の図書館でジャンルッカと対面するシーンがあるが、ここでも本人のセリフは、地の文での引用やジャンルッカによる復唱という形で言及されるのみである。終章でようやく本人が登場する。また短編にも登場する。
任務の完了後にはフーゴをレストランに呼び出し、フーゴの負傷を治療してフーゴとシーラEに任務を命じた真の理由を明かす。ディアボロを連想させる「ボス」という呼び方を好まず、「ジョジョ(GIOGIO)」と呼ばれる事を望んでいると語る。
グイード・ミスタ
パッショーネの副長。スタンドはセックス・ピストルズで、6人の群体型スタンドが銃弾の軌道を自在に操る。ディアボロとの戦いでジョルノと共に生き残り副長の地位に就く。
フーゴに対し、自分が副長だと言われているが、2は掛け合わせると4になるという理由で自分はNo.3であり、No.2はポルナレフだと語っている（フーゴはポルナレフと面識がない）。フーゴをジュゼッペ・メアッツァに呼び出し、麻薬チームの始末を命じた上で「できなかった場合はお前を殺す」と冷たく言い放つ。
『トリッシュ、花を手向ける』では、ディアボロを倒した後、ブチャラティの死とジョルノの謀を知ったときの葛藤が描かれる。
ブローノ・ブチャラティ
故人。回想で登場。スタンドはスティッキィ・フィンガーズ。新組織においては、ディアボロ討伐に命を捧げた英雄として語られている。
部下がいなかった頃、暴行事件を起こしたフーゴに面会し、学歴を持たない自分の代わりに参謀としてフーゴをスカウトした。組織が流している麻薬で汚染される街のことを考え、涙を流さず悲しみに満ちた表情をみせた。ポルポに目をかけられていたことに加えて、「多数の敵をまとめて殺せる凶悪なスタンド使い」を部下にしているという噂があり、組織内での箔として作用していた。
ナランチャ・ギルガ
故人。回想で登場。スタンドはエアロスミス。
フーゴに拾われたことが切っ掛けで組織に入団した。フーゴのスタンドが見えていたため、ポルポの入団試験で無駄死にせずにスタンドを会得できた。ディアボロとの最終決戦で死亡した後、ジョルノがネアポリスの教会に多額の寄付をして葬儀を行っている。
トリッシュに共感してブチャラティに付いていったナランチャの言葉と行動が理解できず、フーゴの中で大きな蟠りとなっていた。
レオーネ・アバッキオ
故人。回想で登場。スタンドはムーディ・ブルース。フーゴと面会して、元警官という出自から出世は望めないことを伝えられながらもパッショーネに入団した。
フーゴとはコンビで、ブチャラティには知らせられないような汚れ仕事を解決することが多かった。
彼が汚職取引していたチンピラはパッショーネの麻薬密売人で、口封じに暗殺された（拘置所内で真夏に凍死という変死）ことが語られている。
トリッシュ・ウナ
ディアボロの娘。スタンドはスパイス・ガール。血のつながりから痕跡をたどられることを恐れたディアボロに命を狙われていた。
抗争後、表向きは組織とは無関係で抗争に巻き込まれた被害者という事になっており、カタギの歌手としてCDデビューを果たしている。
新書版以降の書きおろし短編『トリッシュ、花を手向ける』では、仕事でブチャラティの故郷を訪れた際に彼の墓参りをするが、そこでブチャラティの母親と出会う。
ジャン＝ピエール・ポルナレフ
Part3の主要人物。かつてはパッショーネと敵対しており、ディアボロを打倒するために組織から離反したブチャラティたちと共闘した。
ディアボロとの戦いでスタンドを失いさらに死亡したが、亀のココ・ジャンボのスタンド「ミスター・プレジデント」の能力で作られた部屋の中に魂のみ留まっている。
限られた者しか知らないパッショーネのNo.2となっている。フーゴとの接点は無く、登場人物たちの会話で名前が語られているのみで本人は登場していない。
サーレー
パッショーネの組員。スタンドはクラフト・ワークで、触れたあらゆる物体を固定できる。
かつてポルポの隠し財産をめぐりブチャラティチームと対立したため、組織への忠誠を証明するために麻薬チームの始末を命じられる。
ヴィッラ・サン・ジョヴァンニで麻薬チームのビットリオと対決するが、「クラフト・ワーク」による心臓を固定する攻撃を反射され、吹き飛ばされた体から逆に心臓が飛び出し死亡する。
マリオ・ズッケェロ
パッショーネの組員。スタンドはソフト・マシーンで、風船を破るように、他人をペラペラにして無力化させたり、自分もペラペラになって隠れながら移動ができる。
サーレーの相棒で、同様の理由から組織への忠誠を証明するために麻薬チームの始末を命じられる。
ヴィッラ・サン・ジョヴァンニでサーレーと共に麻薬チームを襲撃したが、マッシモのスタンド「マニック・デプレッション」で麻薬漬けにされてしまい、自我を奪われて接近してきたものを反射的に攻撃するだけの戦闘機械にされてしまう。麻薬チームを追ってシチリア島までやってきたシーラEと対決するが、彼女の能力で拘束され、直後にマッシモのスタンドによる血圧の異常な上昇が肉体の限界を超え、全身が破裂して死亡する。
ディアボロ
パッショーネの創立者。スタンドはキング・クリムゾン。新規参入が難しいとされた麻薬密輸ビジネスをマッシモのスタンド「マニック・デプレッション」で実現させた。
ジョルノに敗れて消息を絶ち、ボスの座を奪い取られた上、ジョルノが組織の浄化を図る際に汚れ役を着せられている。公開情報では「パッショーネの創立者であったボスの親衛隊を私物化していたため、ボスの怒りを買った」など、虚実織り交ぜた情報操作がなされ、その横暴からボスであるジョルノに粛清された事になっている。
ポルポ
故人。回想で登場。パッショーネの元幹部であり、組員の入団やスタンド使いの管理を担っていた。彼のスタンドブラック・サバスは、そのような任務に適していた。
フーゴが麻薬密売人の報告をしたことで、裏でボスが麻薬密売に手を染めていた事を悟り、深く詮索する事は危ういと判断してフーゴに捜索中止を命令した。
ルドル・フォン・シュトロハイム
第2部『戦闘潮流』に登場したナチス・ドイツの将校。SS大佐。本人は1943年のスターリングラード戦線で戦死している。
その当時、石仮面による不死の研究の責任者であり、シチリアにあった石仮面を回収する予定であった。しかし、彼の戦死と連合軍のシチリア上陸によるドイツ軍の撤退で、石仮面は回収されないまま、シラクサのドゥオーモに隠されていた。
これまで接点の薄かったPart1・2とのつながりを強化する役割を果たしている。

### 小説版オリジナルの登場人物

#### パッショーネ構成員
シーラE（シィラ・カペッツート）
ボス親衛隊。15歳の女性。通称のシーラEのEはイタリア語で復讐を意味するエリンニ（Erinni）からとったもので、敵に対してどこまでも無慈悲であることを誓った証である。
両親はおらず、姉のクララに育てられた過去を持つ。親代わりであった姉を殺した暗殺チームのイルーゾォへ復讐の機会を得るために組織に入団。わずか10歳でローマの賭場を仕切っていたミランツァ組を潰してパッショーネの縄張りとした功績を認められ、ボス親衛隊（当時のディアボロ親衛隊）に抜擢される。また、幼い頃に飼い犬と森の中で遊びまわっていた経験から嗅覚が非常に鋭く、吐しゃ物から性別や薬物の有無を判別することも出来る。なお、掛け替えのない親友ともいえる飼い犬は遊び半分の不良たちに殺され、親代わりの姉まで奪われたことが、敵対者に対する無慈悲な性格の原因となった。
姉の仇であるイルーゾォを殺す為なら死んでも構わない、という覚悟を持っていたが、同時に自身の復讐は姉の為ではなく自分の我儘なのではないかないか、という葛藤も抱えていた。イルーゾォがブチャラティチーム（後に手を下したのがフーゴであることに気付く）によって殺されたため本懐を果たす事は叶わなかったが、ジョルノから「イルーゾォは報いを受けた」と無残な死に様を聞かされ、姉の恨みと自身の葛藤の両方が晴らされたことで深い恩義を感じ、命を捨てることも厭わないと思うほどに心酔するようになった。だが、親衛隊と暗殺チームとの連絡役であったことから組織からの信用が得られず、身の潔白を証明するために麻薬チームの始末を命じられる。
ジョルノは彼女の危険や自己犠牲を厭わない性格を憂慮しており、彼女に「後退する勇気」を学ばせるために慎重な性格であるフーゴと一緒にこの任務を命じたという。
ヴードゥー・チャイルド
【破壊力 - B / スピード - A / 射程距離 - E / 持続力 - E / 精密動作性 - B / 成長性 - B】
齧歯類を思わせる姿をした近距離パワー型のスタンド。殴ったものに唇を生み出し、その場所で発せられた陰口を喋らせる。人間を殴った場合、唇はその人間の深層心理からの罵倒を行い、相手にショック死もあり得るほどの精神的なダメージを与える。ただしコカキのような罪悪感を持たない人間には効果がない。また、スタンドで生み出した唇に噛み付かせて攻撃することも可能。ラッシュ時の決め台詞は「エリエリエリ…」。
彼女の動機である、犯人を突き止めて罪を思い知らせたいという復讐心が反映された能力ではないかと、フーゴには分析されている。
カンノーロ・ムーロロ
情報分析チーム所属の情報管理担当者。32歳の男性。1930年代のギャング映画から抜け出してきたような、いかにもギャングと言わんばかりの服装をしている。ムーロロは精神に大きな空洞、決定的欠落を抱えているらしい。
暗殺チームからの依頼で焼けた写真の復元を行い、それがジョルノとミスタがギアッチョに襲撃されるきっかけとなった事から、身の潔白を証明するために麻薬チームの始末を命じられる。その件のみならず、暗殺チームのソルベとジェラートにボスの情報を流し、同時にディアボロに暗殺チームが身辺を探っている事を密告するなど暗殺チームとディアボロが敵対するように仕向けた抗争の元凶であり、自身はその裏でどちらが勝ってもいいように立ち回っていた。そうした過去から麻薬チームのコカキに「お前のようなヤツがいるから世界は歪んでしまう」と唾棄されている。
自分の生い立ちを「社会の底辺のゴミ溜めのような場所で生まれ育ち、目先の怒りや苛立ちを晴らすだけの何の希望も無い人生を送っていた」と語っており、パッショーネに入団してからも自身のスタンド能力に自惚れ「自分はその気になれば誰でも殺せる、無敵の存在である」「誰の為であっても、俺がストレスを感じる事は許せない」と思っていて、前述の抗争を企てて組織を引っ掻きまわしていた。
しかし、ボスとなったジョルノに薄っぺらな己の本質を見抜かれた事で生まれて初めて「恥」という感情を覚え、ジョルノに心から服従するようになり、その後はジョルノの密命で組織の裏切り者の始末を行っていた。麻薬チームの始末を命じられたのも隠れ蓑に過ぎず、真の任務はスピードワゴン財団や空条承太郎から警戒される恐れがあるため石仮面に接触できないジョルノの代わりに、ナチス・ドイツがシラクサのドゥオーモに隠した石仮面を見つけ出して破壊することだった。その為、石仮面を探す麻薬チームをある程度泳がせており、フーゴやシーラEにも隠していた。ヘリの墜落で死亡したと思われていたが実は生存しており、ビットリオを追跡して石仮面の下へ案内させ、無事に破壊。結果的に敵味方双方を最後まで欺いて任務を果たした。
フーゴやシーラEの前では上下関係に無駄に拘る軽薄で見栄の張った小物を演じていたが、実際はジョルノに忠実かつ冷静で余裕を持った性格。ジョルノの性格に感化され、敵であるビットリオに降伏を促したり、それを拒んで最後まで戦って果てた彼の亡骸に礼を捧げていた。
オール・アロング・ウォッチタワー
【破壊力 - C / スピード - B / 射程距離 - A / 持続力 - A / 精密動作性 - A / 成長性 - E】
通称「劇団〈見張り塔〉」。 トランプカードに憑依した全53体の群体型スタンド。憑依したカードからは手足が生えて絵柄が生物のように動く。トランプタワーを作ることで発動し、本体の知りたい事を舞台劇のように演じる。ムーロロは千里眼のような能力だと説明しているが、実際は嘘で劇などは情報収集の結果を報告しているだけである。
「劇団〈見張り塔〉」というのは仮初の名で、実際は「暗殺団」。53枚のカードがそれぞれ自律して動き、その薄さを利用して様々な場所に忍び込み情報収集や工作、暗殺を行うというスパイの為にあるようなスタンド。
その能力はダメージの肩代わり。本体であるムーロロへのスタンド攻撃によるダメージをトランプの一枚が肩代わりする（53分の1に分散させる）事ができ、アンジェリカやビットリオの能力の影響をほとんど受けなかった。
ムーロロは自らのスタンドについて「自分でも自分を信じていないから能力もバラバラに分裂している」と分析している。
ジャンルッカ・ペリーコロ
パッショーネのNo.3。かつて幹部だったヌンツィオ・ペリーコロの息子。
幼少時に大病を患った際に、表の医者ではなく、組織の力で生き永らえる。今生きている自分を、組織に与えられた命とみなしており、父ヌンツィオの自死を、ジャンルッカの身代わりとして命を返却したと理解している。自分は組織のおかげで生きている・父は自分の代わりに命を捧げたという2つの理由から、組織への強い忠誠を誓っている。スタンド能力は持たない。
半年前にジョルノがボスとして姿を現した際には、動揺しジョルノを疑う幹部らのもとに単身丸腰で出向き、命懸けで説得を行い、組織の安定化に尽力した。その姿勢がジョルノの目に留まり、父が任せられていた基盤を受け継ぐことを許され、副長のミスタに次ぐ地位を得た。主にジョルノに組織の報告をするためネアポリスのハイスクールに夜に訪れ、ジョルノを「闇のプリンス」と呼んでいる。組織内でもフーゴを信頼していない者の代表例であり、汚名返上の機会を与えたことにも疑念を抱いている。

#### 麻薬チーム
マッシモ・ヴォルペ
麻薬チームのメンバー。25歳。
麻薬を製造するスタンド「マニック・デプレッション」を持つ中核的存在。不治の病を麻薬で和らげているアンジェリカと共にいる。
ディアボロが蔓延させた麻薬は彼のスタンドが塩に能力を浸透して作り出したものである。ジョルノはその危険性から彼を抹殺対象リストの最上位に挙げ、他の標的を取り逃がしても彼だけは始末するように命じており、コカキには「お前の能力さえあれば、全ての人間の上に君臨することが可能」とまで評される。
没落した貴族ヴォルペ家に生まれ、金持ちに媚びながらも影では罵倒するような父を見て育ち、夢や目標を持たない後ろ向きな人間となった。父親に失望し、自分の夢であった料理人を目指すために勘当され家を出た兄に代わってヴォルペ家の後継者になるが、借金がかさんだことでマフィアに家名ごと身売りし、父はマッシモのスタンドが作る麻薬の常習者となっている。そのような過去への逆境のためか、麻薬チームそのものを「家族」として見ており、時には自身よりもメンバーを優先にして行動する。
また、フーゴとは大学時代の同期であり、彼の事を軽蔑している。一方で彼の周囲を顧みない部分に共感しており、教師を殴って退学になった時も特に驚く様子を見せなかった。
ヴィッラ・サン・ジョヴァンニで襲撃してきたズッケェロを捕らえ、刺客の襲撃に備えて拠点をオルティージャ島へと移し、自身のスタンドの欠点である肉体への負荷を克服すべく、かつてナチス・ドイツが行っていた不死の研究材料である石仮面を回収しようとする。
コカキを倒してオルティージャ島まで追ってきたシーラEを、自身のスタンドによって極限まで強化した肉体で重傷を負わせる。しかし、アンジェリカはフーゴのスタンド「パープル・ヘイズ」の殺人ウイルスに感染して肉体の大半が崩壊し、いつ死んでもおかしくない状態になってしまう。その怒りからシーラEを拷問してフーゴを呼び出し殺害しようとするが、フーゴは相打ちを覚悟で口に忍ばせていた「パープル・ヘイズ」のウイルス入りカプセルを噛み砕き、その際の吐血を浴びた事でウイルスに感染し死亡した。
なお、回想シーンからわかるように、彼の兄はPart4に登場する料理人のトニオ・トラサルディー（本名：アントニーオ・ヴォルペ）である。自分に連動して兄もスタンド使いになり、自分と同じく身体に影響を与える能力でありながらも自分とは似て非なるスタンドを発現しているだろうと心のどこかで感じ取っている。
マニック・デプレッション
【破壊力 - C/ スピード - A / 射程距離 - E / 持続力 - B（薬物効果は半月ほど） / 精密動作性 - B / 成長性 - C】
いわゆる「餓鬼」のように腹だけが膨れて他の全身が痩せ細った体型に頭部は髑髏のようで眼窩は空洞で、全身に包帯が巻き付いている。臍の緒らしきものが生えているスタンド。「ムむけけけケケケー」という甲高い奇声を発する。
全身から注射器のようなトゲを出すことができ、トゲで刺した対象の生命力を過剰促進させる能力を持つ。肉体の限界を超えて常人には不可能な力を発揮させたり、相手の肉体を耐えられないレベルまで増強させて自滅させることができる。
また、能力を別の物体に付加する事もでき、塩に脳内麻薬を過剰分泌させる様に加工する事で、それを摂取した者に麻薬と同じ効果をもたらす。この麻薬は半月程度でただの塩に戻ってしまうが、この性質は麻薬を流通させるときに問題となる横流しを防ぐことや麻薬捜査などでの証拠隠滅に都合が良かった。
ビットリオ・カタルディ
麻薬チームのメンバー。16歳。
短絡的で視野が狭く、将来性の感じられない性格だが、麻薬チームのことは大切に思っていた。痛みを感じる事で生きてると感じたいという自傷行為及びスタンド「ドリー・ダガー」を発動させるためにつけた傷が全身にある。
ヴィッラ・サン・ジョヴァンニで襲撃してきたサーレーをアンジェリカと共に返り討ちにする。タオルミーナに渡ってからシチリアへ向かい、麻薬チームと別れてシラクサのドゥオーモに隠された石仮面の回収にあたるが、ムーロロによって石仮面を奪われて破壊される。激昂してスタンドを発動するが、ムーロロのスタンド「オール・アロング・ウォッチタワー」の特性ゆえにダメージを与えることができず、ムーロロからは降伏してジョルノへ服従することを勧められるが、その言葉に耳を貸さず「ドリー・ダガー」を道連れ覚悟で使い続けた事により、自ら負った傷による出血多量で力尽きて死亡した。
ドリー・ダガー
【破壊力 - A / スピード - A / 射程距離 - C / 持続力 - A / 精密動作性 - B / 成長性 - C】
ナポレオン時代の短剣に憑依したスタンド。本体の負ったダメージの七割を刀身に映り込んだものに転移させることができる。
どんなダメージでもはね返すことができる（解説によると、殺人ウイルスのダメージすら反射可能）。だが、能力の性質次第では3割のダメージでも危険な場合もあるため、マッシモから敵の攻撃を安易に食らわないように諫められている。事実、ムーロロのスタンドの「本体へのダメージを肩代わりする」という性質は天敵となった。
ビットリオの「自分は悪くない、責任転嫁したい」という強い思いと自傷行為による自己防衛本能を反映した能力である。
アンジェリカ・アッタナシオ
麻薬チームのメンバー。14歳。
先天性の「血液がささくれ立つ」といわれる不知の病に侵されており、その病により血管の中に無数の微細な針が流れているような激痛を伴う。ある時にそれを和らげるために麻薬を使用した際に痛みが和らいだ為、繰り返し利用した事で末期の麻薬中毒となっている。
末期の麻薬中毒のため意識が曖昧で、シチリアの民謡である『しゃれこうべの歌（VITTI’NA CROZZA）』を口ずさんでいる。本人に戦闘力はほとんどなく、病からマッシモの傍を離れられないが、無意識に放っているスタンドで敵を無力化してチームの支援を行う。
ビットリオと共にサーレーを返り討ちにした後、コカキと別れて他のメンバーと共にシラクサのオルティージャ島へと渡り、コカキを倒して追ってきたフーゴを襲撃する。スタンドで麻薬中毒にした島の住人に紛れて襲い掛かかるが、フーゴを刺して逃げる際に「パープルヘイズ」のウイルスに感染し、合流したマッシモの目の前で体が崩れていった。しかし、マッシモのスタンド「マニック・デプレッション」により延命され、死の直前までスタンドでマッシモの援護を続けていた。
ナイトバード・フライング
【破壊力 - E / スピード - A（相手次第） / 射程距離 - A / 持続力 - A（症状が続く限り） / 精密動作性 - E / 成長性 - E】
小鳥のような姿をした半自律型のスタンド。他人の魂を探知して自動追尾し、対象の心身の状態を末期の麻薬中毒と同じ状態にする。攻撃力は全くないが、判断力の低下や幻覚などによって対象を無力化でき、人間を幻覚によって操ることもできる。このほか、他人の魂を探知する特性をレーダーの様に使う事も可能。
アンジェリカの他人に理解してもらえない寂しさと末期の麻薬中毒である部分が形となり反映された能力である。
ヴラディミール・コカキ
麻薬チームのリーダー。70歳。痩せ型の物静かな老人。
パッショーネに加わる以前からギャングとして活動しており、その人間性から麻薬チームでは父のように慕われている。また、ディアボロですら交渉による懐柔を選んだほどの実力者。
戦時中（1943年8月6日）、本体の家族は故郷シチリアでドイツ軍からスパイの容疑をかけられ、両親は射殺され、妹アメリアも銃撃を受けた。絶命直前のアメリアが自分が逃げ延びて生存する幻を見た際、本体にこの能力が覚醒し、アメリアの幻を定着させ、「生き延びて末永く幸福な人生を送った末に天寿を全うする」という幻を見せた。
ディアボロがジョルノに敗れてから麻薬チームを守るために姿を隠すが、ジョルノに刺客を差し向けられた事から戦うことを選ぶ。他の3人をシラクサのオルティージャ島に向かわせて、自身はタオルミーナ東端の野外劇場でフーゴらを迎え討つ。
スタンド「レイニーデイ・ドリームアウェイ」と話術によってフーゴとシーラEを手玉に取り、かつて抗争の引き金を作ったムーロロを始末しようとする。しかし、フーゴが「パープルヘイズ」に自身をコカキの真上に投げ飛ばさせ、実際に落下する事で定着された「落ちる感覚」を打ち消したため、落下してきたフーゴの「パープルヘイズ」により首の骨を折られて死亡した。その死体は直後にウイルスによって朽ち果てた。彼の死は麻薬チーム全員に大きなショックと悲しみをもたらしただけでなく、暗殺を命じたジョルノ本人ですら「惜しい者を亡くした」と彼の死を悼んでいた。
シチリアのギャングと人脈を持っており、協力を要請してマッシモら3人を匿っていたが、契約はコカキの死により破綻した。
レイニーデイ・ドリームアウェイ
【破壊力 - E / スピード - B （霧雨の広がる速度）/ 射程距離 - A / 持続力 - A / 精密動作性 - E / 成長性 - E】
相手の感覚を定着させる霧雨状のスタンド。「転びそうになる」「落ちる」といった感覚を定着させるとその感覚に縛られて体の自由が奪われ、「敵わない」と思った相手にその感覚を定着させると相手への攻撃や自身の防御ができなくなる。対象の精神エネルギーを利用した能力であるため、一度術中にはまるとスタンドの射程外に出ても能力は解除されない。
ヴラディミールの精神にある亡くなった妹が生きていて欲しいという感覚と妹アメリアの自分が逃げのびて生存する意思の両方の定着させたいという思いが合わさってスタンドとなり能力に反映されている。

## 書籍情報
- ハードカバー ISBN 978-4-087-80616-8 2011年9月16日発売
- 新書 ISBN 978-4-087-03310-6 2014年3月19日発売（ジャンプ ジェイ ブックス）
- 文庫 ISBN 978-4-087-45598-4 2017年6月22日発売（集英社文庫）
- 電子 2017年6月22日発売